# إرهاق التعاطف
إرهاق التعاطف هو حالة مميزة بالإرهاق الجسمي والعاطفي الذي يقلص القدرة على التعاطف أو الشعور بالشفقة تجاه الآخرين، وغالبًا ما توصف هذه الحالة بأنها التكلفة السلبية للرعاية. تشير هذه الحالة في بعض الأحيان إلى الضغط النفسي الثانوي الناجم عن الصدمة (إس تي إس). وفقًا لمقياس جودة الحياة المهني، يشكل كل من الضغط النفسي الثانوي الناجم عن الصدمة والاحتراق النفسي عنصرين متداخلين من إعياء الشفقة.
يمكن اعتبار إعياء الشفقة حالة ناجمة عن العمل بشكل مباشر مع ضحايا الكوارث، أو الصدمات أو الأمراض في مجال الرعاية الصحية. يُعد الأفراد العاملون في المهن الأخرى التي تشمل تقديم المساعدة للآخرين عرضة بدورهم للإصابة لاختبار إعياء الشفقة. تشمل هذه المهن العاملين في مجال حماية الأطفال، والأطباء البيطريين، ورجال الدين، والمعلمين، والعاملين الاجتماعيين، وعاملي الرعاية التلطيفية، والصحفيين، وضباط الشرطة، ورجال الإطفاء، وعاملي الرفق بالحيوان، وأمناء المكاتب، ومنسقي الوحدات الصحية وموظفين شؤون الطلاب. قد يختبر الأفراد من غير المهنيين، مثل أفراد العائلة وغيرهم من مقدمي الرعاية للأفراد المصابين بالأمراض المزمنة، بدورهم إعياء الشفقة. صاغت كارلا جوينسون المصطلح لأول مرة في عام 1992 لوصف التأثير السلبية الذي يخلفه التعرض اليومي المتكرر لمرضى الحالات الإسعافية لدى ممرضي وممرضات المشافي.
قد يختبر الأفراد الذين يعانون من إعياء الشفقة مجموعة متنوعة من الأعراض بما في ذلك ضعف التركيز، أو الخدر أو الشعور بالعجز، أو التهيج، أو تراجع الرضا عن الذات، أو الانكفاء، أو الآلام والأوجاع الجسمية أو التغيب المستمر عن العمل.
يجادل المحللون الصحفيون بدور وسائل الإعلام الكبير في إحداث إعياء الشفقة على نطاقات واسعة في المجتمع نظرًا إلى نشر الصحف والأخبار المشبعة بالصور والقصص المأساوية عديمة السياق. أدى هذا إلى فقدان الإحساس لدى العامة تجاه مساعدة الأفراد في معاناتهم أو تطويرهم شكلًا من المقاومة ضد الشعور بالتعاطف. أبلغ أكثر من ربع الأمريكيين عن تغيير مكان حصولهم على الأخبار بسبب معاناتهم من إعياء الشفقة.

## لمحة تاريخية
يشكل إعياء الشفقة أحد الحالات المدروسة في فرع طب الرضوح، إذ أُطلق عليه اسم "تكلفة رعاية" الأفراد الذين يعانون من الألم العاطفي.
يمكن وصف إعياء الشفقة أيضًا بمسميات عديدة مثل الوقوع كضحية الثانوية، والضغط النفسي الثانوي الناجم عن الصدمة، والصدمة غير المباشرة والناجي الثانوي. تشمل الحالات الأخرى ذات الصلة الكوارث العائلية المتعلقة بالاغتصاب وتأثيرات «القرب» من المحاربين القدامى على شريكاتهم الإناث. يمثل إعياء الشفقة أيضًا أحد أشكال الاحتراق العاطفي في بعض المراجع العلمية. مع ذلك، يرتبط «الاحتراق العاطفي» بالضجر المزمن من المهنة ومكان العمل، عوضًا عن التعرض لنوع محدد من مشاكل العملاء المختلفة كالصدمات بشكل مماثل لحالات إعياء الشفقة. تقترح أبحاث التصوير بالرنين المغناطيسي الوظيفي والفحوص الشعاعية أن فكرة الشفقة دون المشاركة في الصدمة عند حدوثها غير منهكة بحد ذاتها. وفقًا لهذه الدراسات، عند تحليل حالة التقمص الوجداني مع الشفقة عبر التصوير العصبي، يظهر التقمص الوجداني تنشيطًا في مناطق الدماغ المحددة مسبقًا بوصفها مرتبطة بحس الألم بينما تظهر الشفقة تشوهًا في النشاطات العصبية.
تشير بعض المراجع الأكاديمية الحديثة إلى أن تسمية إعياء الشفقة خاطئة ويجب استبدال مصطلح إعياء التقمص الوجداني بها. ترجع الأدلة الداعمة لهذا التعديل إلى المراجع العلمية الناشئة التي تختبر الفيزيولوجيا العصبية للتقمص الوجداني مقارنة بممارسات تأمل الشفقة. يمكن تعريف التقمص الوجداني بوصفه محاولة تفهم ما يشعر به الآخر أو محاكاة شعوره (بعبارة أخرى، محاولة اختبار هذا الشعور). يولد هذا تأثيرات سلبية تراكمية مع مرور الوقت نظرًا إلى التبني المتراكم لمشاعر الآخرين وتجارهم المؤلمة. ترتبط الشفقة بدورها مع الشعور بالاهتمام، والعطف وامتلاك الرغبة بمساعدة الآخر على التحسن. يتطلب هذا الوعي بمشاعر الآخرين وعواطفهم، بالإضافة إلى وجود الرغبة بتخليص الآخر من معاناته. أظهرت دراسات تدريب ممارسات الشفقة بين مقدمي الرعاية الصحية تأثيرات أكثر إيجابية مقارنة بممارسات التقمص الوجداني غير القادرة على تحسين الأداء الوظيفي.
في المراجع الأكاديمية، قد يُستخدم مصطلح الضغط النفسي الثانوي الناجم عن الصدمة باعتباره أكثر عملية. يمكن اعتبار مصطلح «إعياء الشفقة» إلى درجة ما تلطيفيًا. يحمل إعياء الشفقة أيضًا دلالات اجتماعية، خاصة عند استخدامه في تحليل سلوك الاستجابة للتغطية الإعلامية حول الكوارث. تشمل تدابير إعياء الشفقة كلًا من «برو كيو أو إل» (أو مقياس جودة الحياة المهني)، ومقياس الضغط النفسي الثانوي الناجم عن الصدمة، وفحص إعياء الشفقة الذاتي لمقدمي المساعدة ومقياس إعياء الشفقة المنقح.

## عوامل الخطر
توجد أربع سمات جوهرية لدى الفرد المعرض لخطر الإصابة بإعياء الشفقة؛ تشمل هذه السمات تراجع القدرة على التحمل و/أو الطاقة، وتراجع القدرة على التعاطف، والعجز و/أو اليأس بالإضافة الإرهاق العاطفي الناجم عن الضغط النفسي الثانوي الناجم عن الصدمة. بالإضافة إلى ذلك، يؤدي التاريخ السابق للصدمة إلى تطوير مهارات تأقلم سلبية، مثل كبت المشاعر أو تجنبها، وامتلاك أنظمة دعم صغيرة وزيادة خطر تطوير «إس تي إس».
تمتلك المجالات ذات معدلات «إس تي إس» العالية، مثل مجال الرعاية الصحية، عددًا من السمات التنظيمية المساهمة في تطور إعياء الشفقة بين العاملين. على سبيل المثال، ترتبط «ثقافة الصمت» المنطوية على غياب أي مناقشات حول الأحداث المسببة للضغط بعد حدوثها، مثل حدوث الوفيات في وحدات العناية المركزة، مع تطور إعياء الشفقة. يساهم الافتقار إلى الوعي الكافي بشأن الأعراض إلى جانب ضعف التدريب على المخاطر المرتبطة بالأعمال عالية الضغوط في ارتفاع معدلات «إس تي إس».
تزيد شدة إعياء الشفقة مع زيادة التفاعلات بين المحتاجين. نتيجة لذلك، يُعتبر قاطنو المدن أكثر عرضة للإصابة بإعياء الشفقة. بشكل عام، يتفاعل الأفراد في المدن الكبيرة مع عدد أكبر من الأفراد، ما يؤدي إلى انخفاض حساسيتهم تجاه مشاكل الآخرين. غالبًا ما يشق الأفراد المشردون طريقهم إلى المدن الكبيرة. يصبح الأفراد العاديون في غالبية الأحيان عديمي المبالاة تجاه التشرد عند اختباره بشكل دوري.